# 博馬里斯城堡
博馬里斯城堡（英語：Beaumaris Castle）是位於英國威爾士西北部安格爾西島上港口城市博馬里斯的一座中世紀城堡。博馬里斯城堡始建於1295年，當時的英格蘭國王愛德華一世遠征威爾士，格溫內斯地區成為其遠征的據點，愛德華一世即在這裡築城。博馬里斯城堡擁有兩重平整美麗的環狀六角形和四角形城牆，成為後世歐洲城堡模仿的對象。但由於資金不足，城堡的修築工事在1320年未完成的狀態下就中止了。1986年，博馬里斯城堡和加拿分城堡、康威城堡、哈萊克城堡一併被列入世界文化遺產名單。

## 外部連結
- Official Cadw website（页面存档备份，存于）

1. ↑  . UNESCO.   [22 September 2012]. （原始内容存档于2018-07-09）.